# Major-general
Major-general é um posto de oficial general nos exércitos e forças aéreas de vários países do mundo. Nos exércitos da NATO, o major-general é, normalmente, um general de duas estrelas (OF-7), responsável pelo comando de unidades de escalão brigada ou divisão.
Nas marinhas, exércitos ou força aéreas de alguns países, a designação é utilizada como título da função de chefe ou subchefe de estado-maior.
Nos países onde não existe o posto de major-general, a patente correspondente é, normalmente, designada "general de divisão" ou "general de brigada".

## Portugal

Galhardete de major-general do Exército Português

Nas Forças Armadas Portuguesas major-general pode referir-se a uma patente específica de oficial general ou a uma antiga função de estado-maior no Exército e na Marinha.

### Patente de major-general
No Exército Português e na Força Aérea Portuguesa, major-general é, desde 1999, o primeiro posto permanente de oficial general, imediatamente inferior a tenente-general. Existe um posto de oficial general inferior, o de brigadeiro-general, mas é uma patente atribuída, apenas provisoriamente, a coronéis quando exercem determinados comandos. O major-general é, normalmente, responsável pelo comando de uma brigada ou outra unidade, órgão ou estabelecimento de escalão equivalente.
Até 1762, no Exército Português, o posto chamava-se sargento-mor de batalha. Nesse ano, a designação foi alterada para marechal de campo, mantendo-se assim até 1862. A designação do posto é, então, alterada para major-general. No entanto, em 1864, a designação do posto, é novamente alterada para general de brigada. A reorganização do Exército de 1911 previa apenas um único posto de oficial general. Assim, os postos de general de divisão e general de brigada foram fundidos no posto único de general. Em 1937, o posto foi restaurado com as mesmas características, mas agora com a designação de brigadeiro, que antes pertencia a um posto inferior. Em 1999 o posto voltou a designação que tinha tido apenas no período 1862-1864: major-general.

### Função de major-general
Até 1950 a designação "major-general" foi utilizada como título da função de chefe de estado-maior e de comandante operacional na Marinha e no Exército.
Os cargos de major-general da esquadra foram introduzidos, na Marinha Portuguesa, em 1796. Cada major-general da esquadra tinha a função de chefe do estado-maior de uma esquadra em operações, devendo ser um capitão de mar e guerra ou um chefe de divisão.
Em 1808 foi introduzido o cargo de Major-General da Armada correspondendo à função de chefe do Estado-Maior Naval e que deveria ser desempenhado por um oficial de patente superior a capitão de mar e guerra. Foi extinto e reintroduzido por diversas vezes até 1950. Durante o século XX correspondeu à função de chefe militar da Armada, alternando com a designação "Comandante-Geral da Armada".
No final do século XIX foi introduzido o cargo de Major-General do Exército com funções correspondentes às do Major-General da Armada.
Os cargos de Major-General da Armada e do Exército forma extintos em 1950. As suas responsabilidades operacionais passaram para o, então, criado cargo de Chefe do Estado-Maior-General das Forças Armadas.

## Outros países
Major-general era o primeiro posto de oficial general das Forças Armadas alemãs (Exército e Luftwaffe). Eram funções privativas do major-general ser comandante de brigada, Chefe de Estado-Maior de Exército de Campanha e função de Subchefe de Seção no Estado-Maior Geral do Exército ou do EMG da Luftwaffe. Na Waffen SS o posto de Brigadefürher correspondia a major-general das outras corporações.
O posto de major-general nos exércitos estadunidense, inglês e russo corresponde ao segundo posto de oficial general nas Forças Armadas (Exército, Marines e Força Aérea dos Estados Unidos). Sua principal função é exercer o comando de divisão. No início da Segunda Guerra Mundial Patton, Bradley e Montgomery três dos mais famosos generais aliados estavam neste posto.

## Insígnias e distintivos de major-general

Exército Argentina (General de brigada)
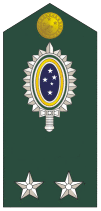
Exército Brasileiro (General de brigada)
Exército dos EUA (Major general)
Força Terrestre de Autodefesa Japão (Rikushōho)
Exército Português
Exército Britânico (Major general)